# Relais 4 × 100 mètres féminin aux championnats du monde d'athlétisme 2013
Navigation
Daegu 2011 Pékin 2015
L'épreuve du relais 4 × 100 m féminin des championnats du monde de 2013 s'est déroulée le 18 août 2013 dans le Stade Loujniki, le stade olympique de Moscou, en Russie. Elle est remportée par l'équipe de Jamaïque (Carrie Russell, Kerron Stewart, Schillonie Calvert et Shelly-Ann Fraser-Pryce).

## Records et performances

### Records
Les records du 4 x 100 m femmes (mondial, des championnats et par continent) étaient avant les championnats 2013 les suivants  
| Record du monde           | États-Unis Tianna Madison, Allyson Felix, Bianca Knight, Carmelita Jeter            | 40 s 82 | Londres, Royaume-Uni        | 10 août 2012    |
| Record des championnats   | États-Unis Chryste Gaines, Marion Jones, Inger Miller, Gail Devers                  | 41 s 47 | Athènes, Grèce              | 9 août 1997     |
| Record d'Afrique          | Nigeria Christy Opara-Thompson, Beatrice Utondu, Faith Idehen, Mary Onyali-Omagbemi | 42 s 39 | Barcelone, Espagne          | 7 août 1992     |
| Record d'Asie             | Chine Li Xuemei, Xiao Lin, Li Yali, Liu Xiaomei                                     | 42 s 23 | Shanghai, Chine             | 23 octobre 1997 |
| Record d'Amérique du Nord | États-Unis Tianna Madison, Allyson Felix, Bianca Knight, Carmelita Jeter            | 40 s 82 | Londres, Royaume-Uni        | 10 août 2012    |
| Record d'Amérique du Sud  | Brésil Ana Claudia Silva, Franciela Krasucki, Evelyn dos Santos, Rosângela Santos   | 42 s 55 | Londres, Royaume-Uni        | 9 août 2012     |
| Record d'Europe           | Allemagne de l'Est Romy Müller, Sabine Günther, Ingrid Auerswald, Marlies Göhr      | 41 s 37 | Canberra, Australie         | 6 octobre 1985  |
| Record d'Océanie          | Australie Rachael Massey, Suzanne Broadrick, Jodi Lambert, Melinda Gainsford-Taylor | 42 s 99 | Pietersburg, Afrique du Sud | 18 mars 2000    |

## Critères de qualification
Pour se qualifier pour les Championnats,  il fallait avoir réalisé moins de 44 s 00 entre le 1er janvier 2012 et le 29 juillet 2013.
Les équipes qui ont obtenu ce minima en 2013 sont les suivantes :
1. 41.75  États-Unis	 « Red »	 à	 Monaco	 le 19 juillet 2013
2. 42.42	 Jamaïque	 à	 Philadelphie, le	 27 avril 2013
3. 42.62  Ukraine	 à Gateshead le	 22 juin 2013
4. 42.69	  Royaume-Uni à	 Londres le	 26 juillet 2013
5. 43.15	  Allemagne 	 à	 Gateshead le	 22 juin 2013
6. 43.23	  Russie à	 Gateshead le	 22 juin 2013
7. 43.34  Brésil à	 São Paulo (IDCM)	 le 18 mai 2013
8. 43.36  France à	 Monaco le	 19 juillet 2013
9. 43.47  Canada	à	 Londres	 le 26 juillet 2013
10. 43.48	 Suisse à	 Lausanne	le 4 juillet 2013
11. 43.52	  Nigeria à Philadelphie, le	 27 avril 2013
12. 43.64  Pologne	 à	 Szczecin le	 15 juin 2013
13. 43.67	  Cuba à	 La Havane (EP) le	 8 juin 2013
14. 43.67 A  Trinité-et-Tobago	à	 Morelia	 le 6 juillet 2013
15. 43.84  Pays-Bas	 à	 Lausanne le	 4 juillet 2013
16. 43.86  Italie Équipe espoirs	 à	 Tampere le	 14 juillet 2013
17. 43.88  Équateur	 à	 La Havane (EP) le 	 8 juin 2013
18. 43.90  Bahamas à	 Philadelphie le	 27 avril 2013
19. 43.92  République dominicaine à	 Edmonton le 	 29 juin 2013

## Faits marquants
En finale, le relais français termine deuxième en 42 s 73 derrière les Jamaïcaines, mais est finalement déclassé pour un passage de témoin hors zone. Cette disqualification, à la suite d'une réclamation des Américaines et des Britanniques (respectivement arrivées troisièmes et quatrièmes), n'intervient que trois heures après la course, alors que les Françaises avaient reçu les médailles sur le podium.

## Résultats

### Finale
| Rang               | Pays        | Athlètes                                                                 | Temps   | Note |
| ------------------ | ----------- | ------------------------------------------------------------------------ | ------- | ---- |
| Médaille d'or      | Jamaïque    | Carrie Russell Kerron Stewart Schillonie Calvert Shelly-Ann Fraser-Pryce | 41 s 29 | CR   |
| Médaille d'argent  | États-Unis  | Jeneba Tarmoh Alexandria Anderson English Gardner Octavious Freeman      | 42 s 75 |      |
| Médaille de bronze | Royaume-Uni | Dina Asher-Smith Ashleigh Nelson Annabelle Lewis Hayley Jones            | 42 s 87 |      |
| 4                  | Allemagne   | Yasmin Kwadwo Inna Weit Tatjana Pinto Verena Sailer                      | 42 s 90 |      |
| 5                  | Russie      | Olga Belkina Natalia Rusakova Elizaveta Savlinis Yelena Bolsun           | 42 s 93 |      |
| 6                  | Canada      | Crystal Emmanuel Kimberly Hyacinthe Shai-Anne Davis Khamica Bingham      | 43 s 28 |      |
| —                  | France      | Céline Distel-Bonnet Ayodelé Ikuesan Myriam Soumaré Stella Akakpo        | 42 s 73 | DSQ  |
| —                  | Brésil      | Evelyn dos Santos Ana Cláudia Lemos Franciela Krasucki Vanda Gomes       |         | DNF  |

### Séries
| Rang | Pays                   | Athlète                                                                  | Temps   | Note  |
| ---- | ---------------------- | ------------------------------------------------------------------------ | ------- | ----- |
| 1    | Jamaïque               | Carrie Russell Kerron Stewart Schillonie Calvert Shelly-Ann Fraser-Pryce | 41 s 87 | Q, SB |
| 2    | France                 | Céline Distel-Bonnet Ayodelé Ikuesan Myriam Soumaré Stella Akakpo        | 42 s 25 | Q, SB |
| 3    | Allemagne              | Yasmin Kwadwo Inna Weit Tatjana Pinto Verena Sailer                      | 42 s 65 | q, SB |
| 4    | Pays-Bas               | Kadene Vassell Dafne Schippers Madiea Ghafoor Jamile Samuel              | 43 s 26 | SB    |
| 5    | République dominicaine | Mariely Sanchez Fany Chalas Marleni Mejia Margarita Manzueta             | 43 s 28 | NR    |
| 6    | Nigeria                | Alponsus Peace Uko Patience Okon George Stephanie Kalu Regina George     |         | DSQ   |

| Rang | Pays        | Athlète                                                                   | Temps   | Note  |
| ---- | ----------- | ------------------------------------------------------------------------- | ------- | ----- |
| 1    | Royaume-Uni | Dina Asher-Smith Ashleigh Nelson Annabelle Lewis Hayley Jones             | 42 s 75 | Q     |
| 2    | Canada      | Crystal Emmanuel Kimberly Hyacinthe Shai-Anne Davis Khamica Bingham       | 42 s 99 | Q, NR |
| 3    | Ukraine     | Olesya Povh Nataliya Pohrebnyak Mariya Ryemyen Elyzaveta Bryzgina         | 43 s 12 |       |
| 4    | Suisse      | Mujinga Kambundji Marisa Lavanchy Ellen Sprunger Lea Sprunger             | 43 s 21 | NR    |
| 5    | Italie      | Audrey Alloh Marzia Caravelli Ilenia Draisci Martina Amidei               | 44 s 05 |       |
| 6    | Bahamas     | Sheniqua Ferguson Shaunae Miller Caché Arbrister Debbie Ferguson-McKenzie |         | DSQ   |

| Rang | Pays              | Athlète                                                                     | Temps   | Note  |
| ---- | ----------------- | --------------------------------------------------------------------------- | ------- | ----- |
| 1    | États-Unis        | Jeneba Tarmoh Alexandria Anderson English Gardner Octavious Freeman         | 41 s 82 | Q     |
| 2    | Brésil            | Evelyn dos Santos Ana Cláudia Lemos Franciela Krasucki Rosangela Santos     | 42 s 29 | Q, AR |
| 3    | Russie            | Olga Belkina Natalia Rusakova Elizaveta Savlinis Yelena Bolsun              | 42 s 94 | q, SB |
| 4    | Trinité-et-Tobago | Kamaria Durant Michelle-Lee Ahye Reyare Thomas Kai Selvon                   | 43 s 01 | SB    |
| 5    | Pologne           | Marika Popowicz Weronika Wedler Ewelina Ptak Marta Jeschke                  | 43 s 18 | SB    |
| 6    | Colombie          | Yomara Hinestroza Maria Alejandra Idrobo Darnelis Obregon Eliecith Palacios | 43 s 65 | SB    |
| 7    | Chine             | Yujia Tao Meijuan Li Xiaojing Liang Yongli Wei                              | 44 s 22 |       |

## Légende
Records et Performances
- AR : Record continental (area record)
- CR : Record des championnats (championship record)
- MR : Record du meeting (meet record)
- NR : Record national (national record)
- OR : Record olympique (olympic record)
- PR : Record paralympique (paralympic record)
- PB : Record personnel (personal best)
- SB : Meilleure performance personnelle de la saison (season's best)
- WL : Meilleure performance mondiale de l'année (world leader)
- WJR : Record du monde junior (world junior record)
- WR : Record du monde (world record)

Circonstances et Conditions
- DNF : N'a pas terminé (did not finish)
- DNS : N'a pas pris le départ (did not start)
- DQ : Disqualification (disqualification)
- NM : Aucun essai valable enregistré (No Mark)
- Q : Qualifié « directement » au prochain tour (ou à la prochaine compétition), lors d'une compétition majeure, grâce au classement ou à la réalisation des minima (automatic qualifier)
- q : Qualifié au prochain tour (ou à la prochaine compétition), lors d'une compétition majeure, grâce au repêchage ou à la réalisation de l'une des meilleures performances parmi celles des « non qualifiés directement » (grâce au meilleur temps ou à la meilleure distance par exemple) (secondary qualifier)